# Gregor von Rimini
Gregor von Rimini (auch de Arimino, Ariminensis, Lucerna splendens, Doctor acutus, Doctor authenticus) (* um 1300 in Rimini; † Ende 1358 in Wien) war ein Philosoph und Theologe und Mitglied der Augustinereremiten.

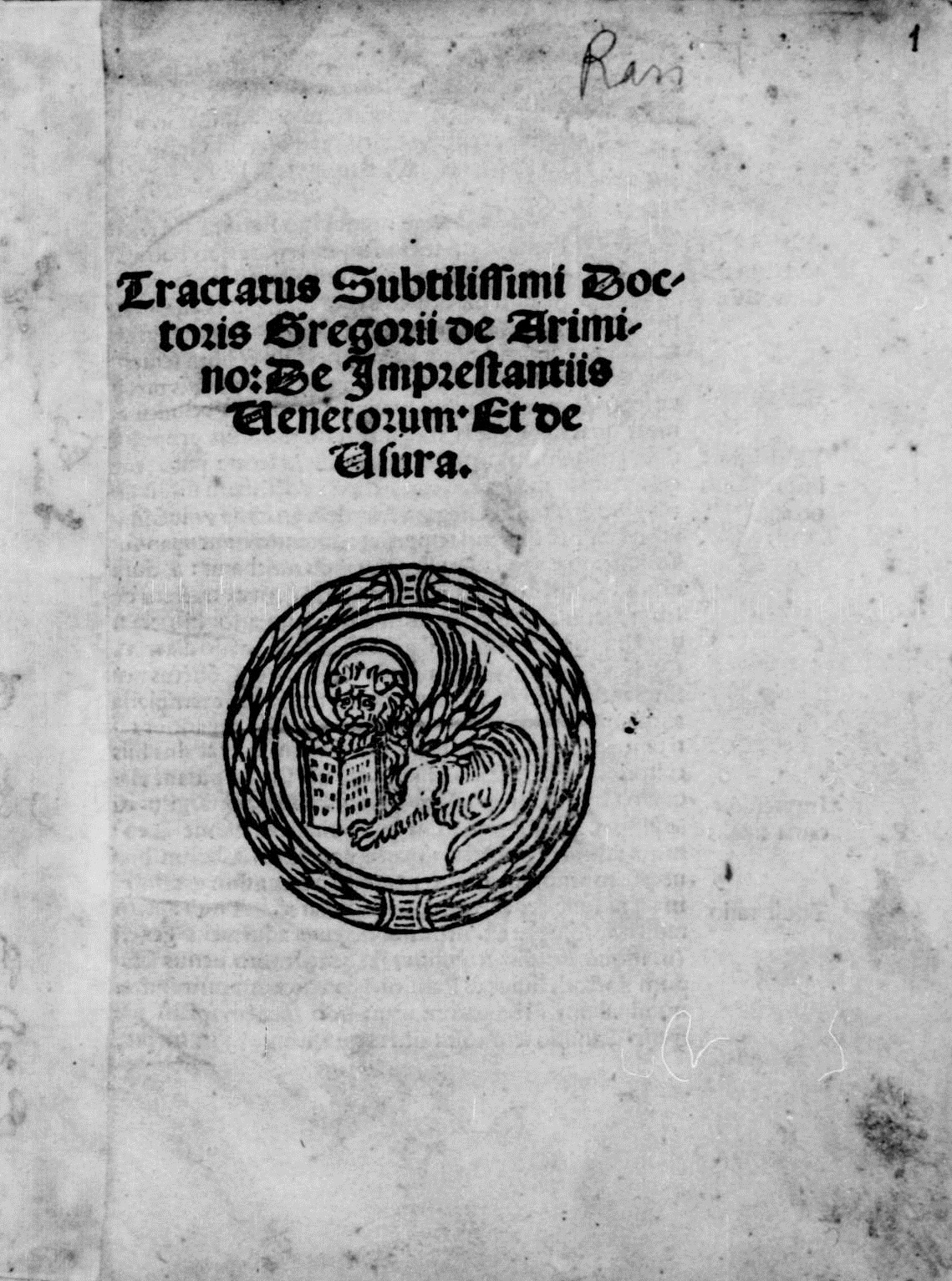
De imprestanciis venetorum (De usura), 1508

## Leben
Er studierte nach grundständiger Ausbildung in Paris (von 1322/23 bis 1328/29). Als Dozent wirkte er in Bologna (bezeugt 1332, 1333, 1337), vermutlich in Padua, in Perugia und kam wohl zwischen 1340 und 1342 nach Paris, wo er seine Sentenzenkommentierung ausarbeitete und vermutlich 1343/44 vortrug. 1345 erwarb er den Grad des theologischen Magisters. 1346 war er in Rimini, 1347 in Padua bis 1351, woraufhin ihn das Basler Generalkapitel an das neu eingerichtete Studienzentrum in Rimini schickte. 1357 wurde er Ordensgeneral der Augustiner als Nachfolger des Thomas von Straßburg.

## Werk
Seine philosophisch-theologischen Werke verbinden Ideen Wilhelms von Ockham und Petrus' Aureoli. Neben seinem Hauptwerk, dem Sentenzenkommentar, verfasste Gregor Schriftkommentare und Briefe als Ordensgeneral sowie mehrere Traktate, darunter De usura und als Auszug aus dem Sentenzenkommentar De intensione et remissione formarum corporalium.
- Kritische Edition:
  - Gregorii Ariminensis Lectura super primum et secundum Sententiarum, hgg. D. Trapp, V. Marcolino, W. Eckermann, M. Santos-Noya, W. Schulze, W. Simon, W. Urban, V. Vendland, 6 Bände (= Spätmittelalter und Reformation. Texte und Untersuchungen Bände 6–11, De Gruyter, Berlin/New York 1979–84).

- De usura
  - De imprestanciis venetorum... et de usura. Lodovico Mazzali, Reggio nell'Emilia 1508 (Latein, beic.it).
- De quatuor virtutibus cardinalibus
- De intentione et remissione formarum